# Смилец (област Пазарджик)
 За другото българско село вижте Смилец (област Силистра).  
Смилец е село в Южна България. То се намира в община Стрелча, област Пазарджик.

## География
Село Смилец попада в южната част на селищна система на Стрелча. Намира се в нископланинския район на Средна гора.
Село Смилец е с дълголетна история. Неговите корени датират още от времето на траките. Повече от 15 могили са открити в землището му. Настаняването на римляните по тези земи датира от II в. пр.н.е., а от VII в. започва трайно заселване със славяни. Село Смилец не остава незасегнато от набезите на османските турци. Селото е опожарявано два пъти. Жителите му активно участват в Априлската епопея от 1876 г. Смилец дава своя принос и за войните за национално обединение. Много бежанци от Македония и Одринско намират убежище и свой дом тук. Установяват се тук и стават основоположници на част от днешните родове. Името на селото писмено се споменава в сборника „Античен рапорт на българските книги и периодични издания 1806 – 1878 г.“, съставен от Маньо Стоянов. Старото име на селото е било Егрекли – Ерекли – Ерелий. Произходът на наименованието идва от турската дума „егре“ – пладнище, кошара. С ДВ от 14.август 1934 г. селото носи името на българския престолонаследник цар Смилец, управлявал от 1292 – 1298 г. Най-точна и пълна представа за историята на селото, за неговата култура и обичаи, за старите родове и техните потомци днес добиваме от един непресъхващ извор – книгата „Миналото на село Смилец Пазарджишко“, с автор Марин Цветанов Деянов, родом от Смилец: „...От север Средногорските върхове пазят селото от студените ветрове, а Родопите спират южняка. В настъпващата нощ, забулени в сив воал, остават трите хълма – Каратепе, Бакаджик и Къзълджатепе, в пазвите на които от векове е скътано родното ни Смилец.“ /из „Миналото на село Смилец Пазарджишко“, изд. 1999 г./.

## Редовни събития
В селото няма седмичен пазар. Характерен е празник, при който хора се маскират и носят голямо парцалено чудовище, наречено Джумал. На Великден има събор и традиционните за селото борби.

## Личности
Родени в Смилец
- генерал Динчо Велев (1921 – ?), партизанин, военен
- Иван Гарелов (1943 – 2024), журналист
- Иван Динков (1932 – 2005), писател, почетен гражданин на град Пазарджик
- проф. Иван Ранчев (1921 – 2004)
- подполковник Игнат Петров Дончев, (1936 – 2011)
- Марин Цветанов Деянов, писател
- проф.д-р Марко Даскалов (1931 – 2012), хирург
- Петко Татаров, (1925 – 2011), архитект
- доц. к.в.н. Стоян Алтаванов (р. 1926), летец
- проф.д-р Тодор Даскалов, кардиолог

## Галерия
- Паметник на загиналите във войните
- Улица и църква в Смилец
- Паркче в Смилец